# Heidelbeere
Die Heidelbeere (auch Blaubeere) (Vaccinium myrtillus) ist eine Art aus der Gattung der Heidelbeeren (Vaccinium) in der Familie der Heidekrautgewächse (Ericaceae). Die  in der Heidelbeere enthaltenen Anthocyane sind Antioxidantien und färben beim Verzehr Mund und Zähne blau bis rot.
Die häufig im Supermarkthandel erhältlichen Kulturheidelbeeren stammen dagegen nicht von der in Europa heimischen Heidelbeere ab, sondern von der Amerikanischen Heidelbeere (Vaccinium corymbosum) und anderen nordamerikanischen Arten. Sie erzeugen, da ihr Fruchtfleisch hell ist, keine Blaufärbung im Mund, sofern sie unverarbeitet verzehrt werden.

## Namen
Die Heidelbeere wird regional auch Besinge oder Besing genannt, weitere mundartliche und regionale Namen sind Blaubeere, Schwarzbeere, Mollbeere, Wildbeere, Waldbeere, Bickbeere, Staulbeere (Pfalz und Saarland), Zeckbeere, Moosbeere oder (besonders auch schweizerisch und süddeutsch) Heubeere.

## Beschreibung

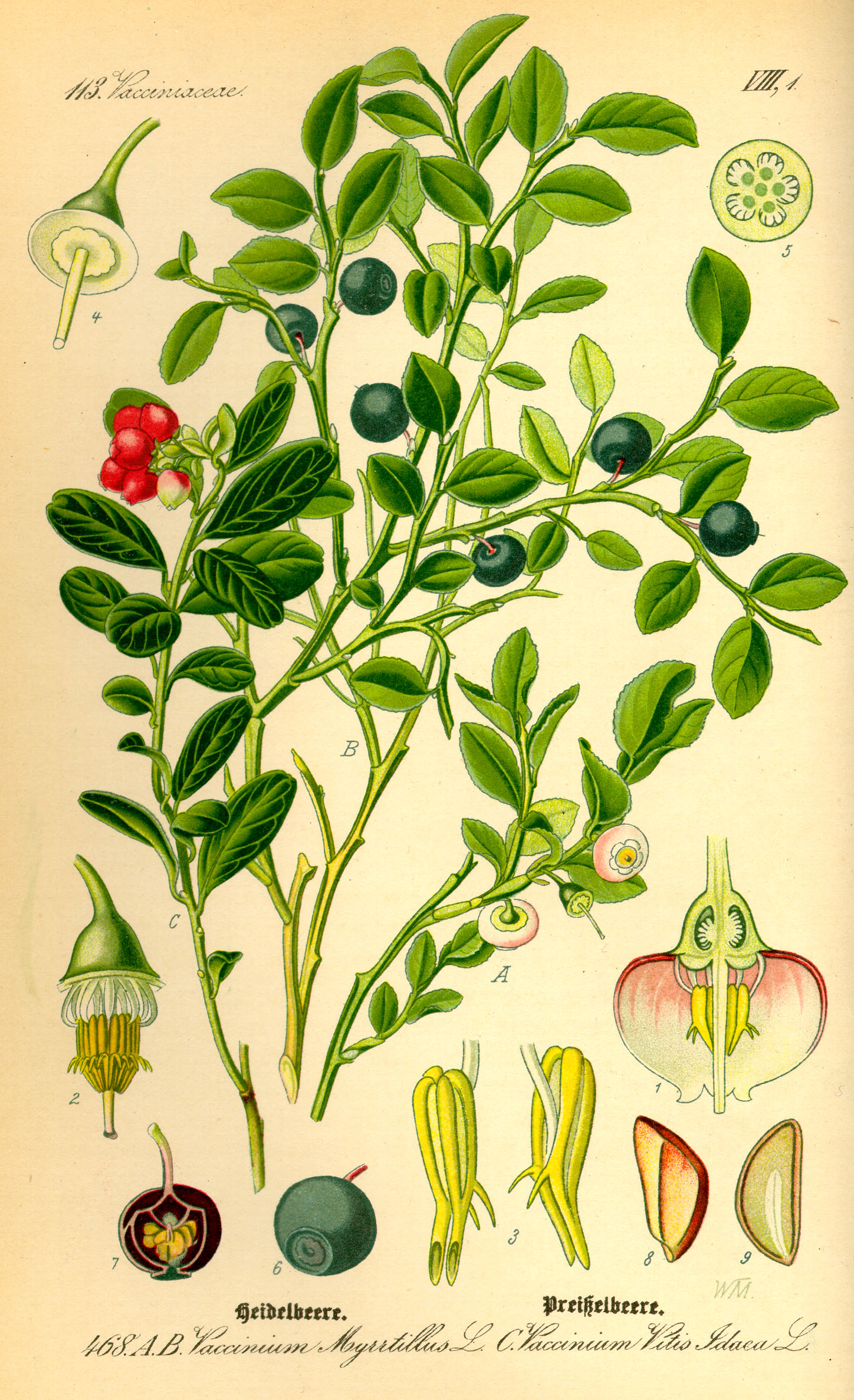
Heidelbeere (Illustration)

Der 10 bis 60 cm hohe Zwergstrauch wächst stark verzweigt mit aufrechten, kantigen bis schmal geflügelten, grün gefärbten Ästen, die kahl (unbehaart) sind. Die Laubblätter sind 2 bis 3 cm lang, eiförmig bis elliptisch, drüsig gesägt bis fein gezähnt und beiderseits grasgrün.
Die kleinen, zwittrigen, dickgestielten Blüten wachsen einzeln aus den Blattachseln und sind nickend. Ihre Krone ist 4 bis 6 mm lang und grünlich bis rötlich. Sie erscheinen ab April/Mai. Der kleine Kelch, am becherförmigen Blütenbecher, ist verwachsen mit minimalen Lappen. Die Kronblätter sind rundlich-urnenförmig verwachsen, mit kurzen, ausgebogenen Lappen. Die 8–10 eingeschlossenen Staubblätter sind kurz und die Antheren sind begrannt und gehörnt (Tubules). Der vier-, fünfkammerige Fruchtknoten ist unterständig mit einem langen Griffel. Es ist ein Diskus vorhanden.
Von Juli bis in den September tragen die Pflanzen dann schwarzblaue, im Durchmesser maximal 1 Zentimeter große, abgeplattet runde, einzeln stehende Früchte, die als reife, vielsamige Beeren mit Kelchresten an der Spitze, blaugrau „bereift“ sind. Selten kommen auch Formen mit weißen, gelben, roten oder rötlich punktierten Beeren vor. Die kleinen, bräunlichen Samen sind halbmondförmig.
Ab dem Spätsommer beginnt die Herbstfärbung des Strauchs – das Laub verfärbt sich dabei tiefrot. Die Heidelbeere ist ein holziger Chamaephyt. Im Gegensatz zur verwandten Preiselbeere (Vaccinium vitis-idaea) ist sie nicht immer-, sondern sommergrün, wirft also im Winterhalbjahr ihre Blätter ab.
Die Chromosomenzahl beträgt 2n = 24.
Der Strauch erreicht ein Alter von bis zu 30 Jahren. Durch vegetative Vermehrung in Form von Ausläuferbildung (Wurzelkriecher) kann eine Pflanze „indirekt“ jedoch noch älter werden und dabei bis zu mehrere 1000 m² bedecken. Er wurzelt bis 1 Meter tief.
Trotz häufiger unmittelbarer Nachbarschaft zur Preiselbeere kommt es nur selten zu Hybriden zwischen den beiden Arten. Diese Bastard-Heidelbeere (Vaccinium × intermedium) steht mit ihren Merkmalen zwischen den beiden Elternarten.
Von der Amerikanischen Heidelbeere (Vaccinium corymbosum) unterscheidet sich die eurasische Heidelbeere (Vaccinium myrtillus) dadurch, dass sich die farbgebenden Anthocyane sowohl in der Schale als auch im Fruchtfleisch befinden und sie so durch und durch blau gefärbt ist. Bei der seit etwa 1900 aus der Amerikanischen Heidelbeere gezüchteten Kulturheidelbeere befinden sich die Farbstoffe nur in der Schale, weshalb diese ein helles Fruchtfleisch aufweist und keine „blauen Zähne“ verursacht. Außerdem ist die Kulturheidelbeere doppelt bis mehrfach so groß wie die echte Heidelbeere und schmeckt weit weniger aromatisch als die Wildfrüchte, ist dafür aber länger lagerfähig.

## Vorkommen, Standortansprüche

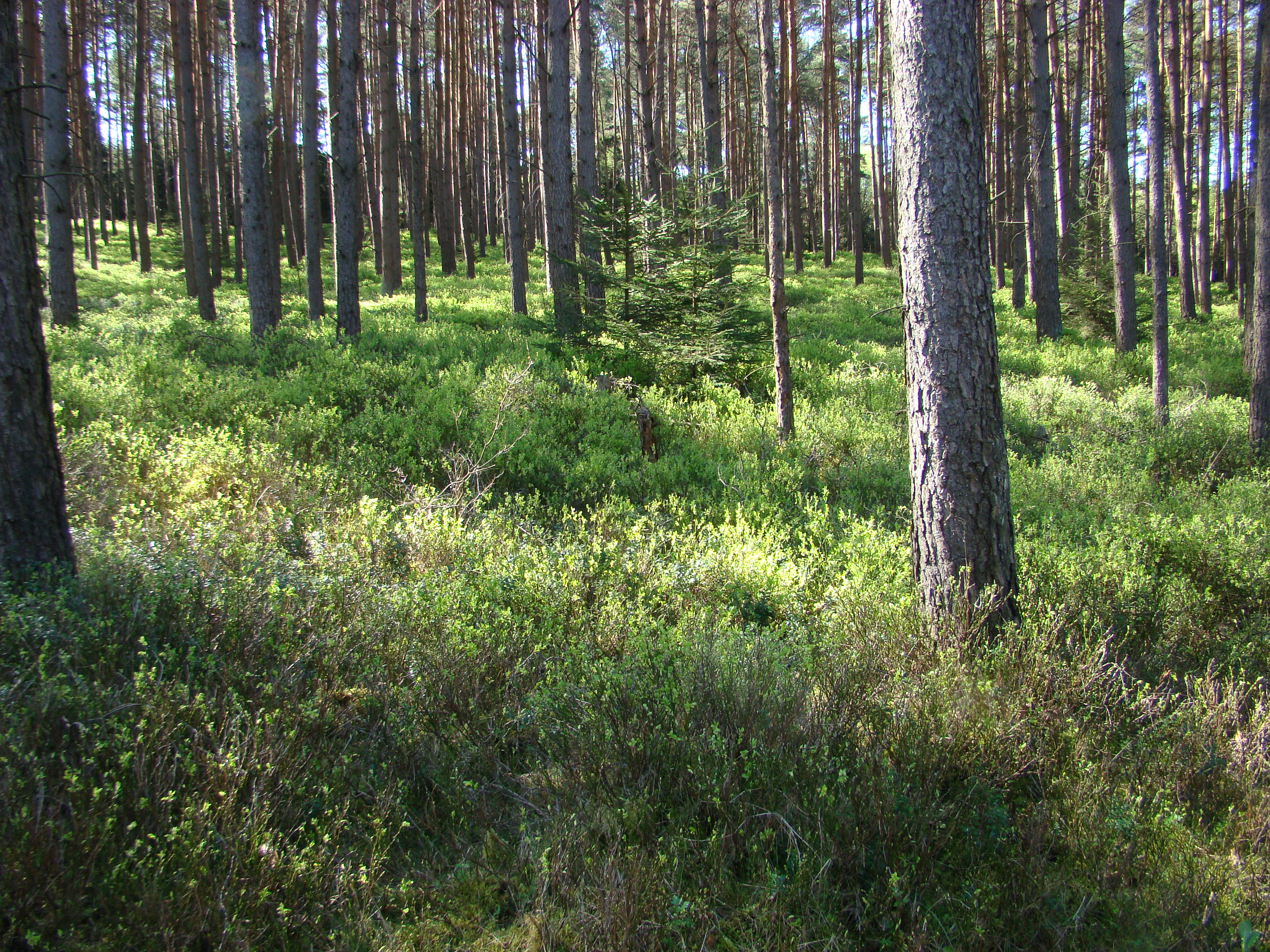
Kiefernwald mit Heidelbeersträuchern

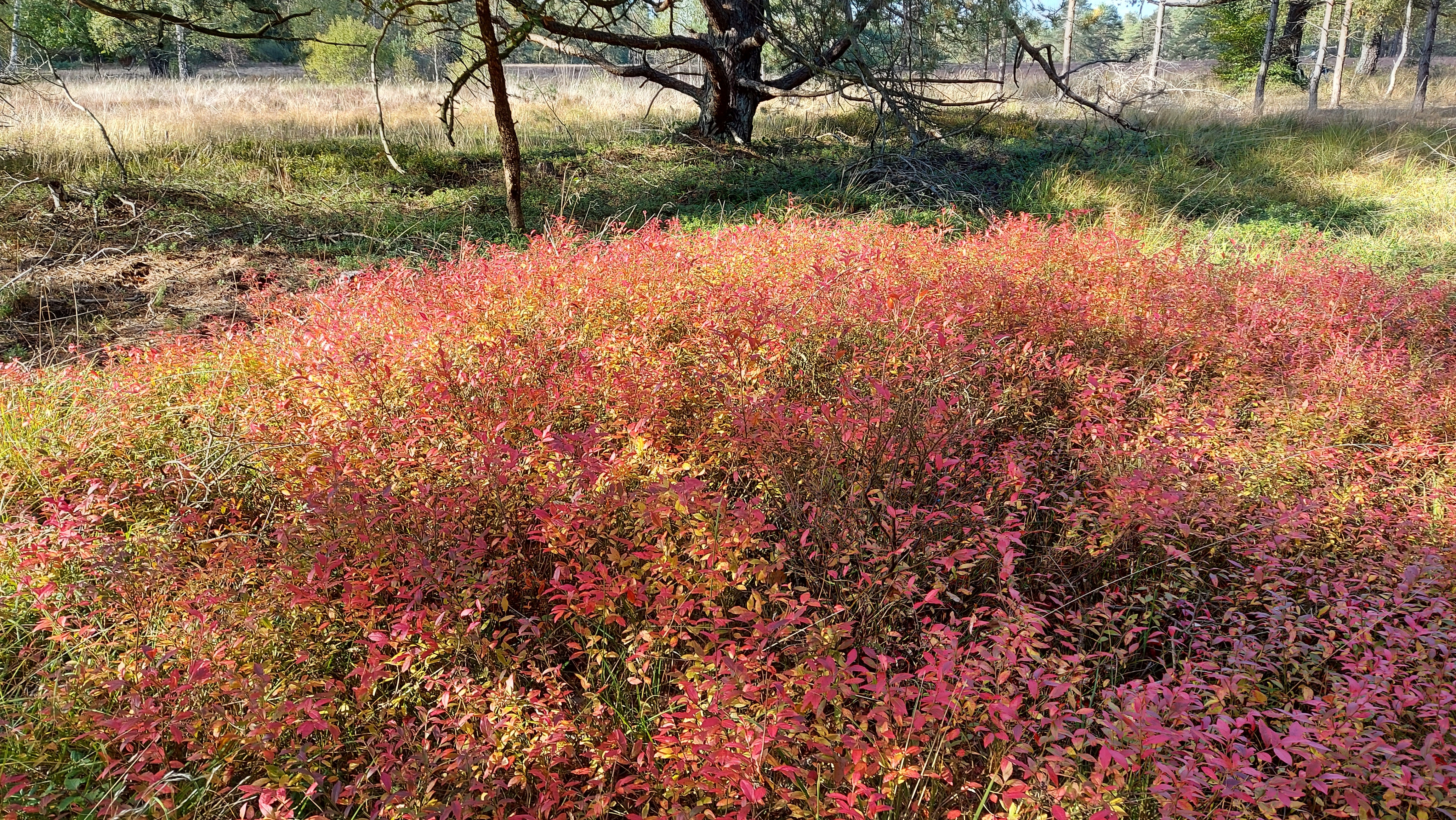
Pflanze im Herbstlaub

Die Heidelbeere ist paläarktisch mit Schwerpunkt in den gemäßigten und nordischen Zonen Eurasiens verbreitet und besiedelt dabei Gebiete von der Ebene bis ins Gebirge (in Österreich etwa 2350 m ü. A.). In den Allgäuer Alpen steigt sie bis zu einer Höhenlage von 2200 Metern auf. In Graubünden steigt sie am Munt Baselgia bei Zernez bis 2840 Meter Meereshöhe auf. In Nordeuropa kommt sie bis 71° 10' nördlicher Breite vor.
Sie wächst als Halbschattenpflanze in artenarmen, bodensauer-humosen, nährstoff- und basenarmen, frischen Laub- und Nadelwäldern (besonders in Kiefernwäldern und Gebirgs-Fichtenwäldern), in Moor- und Bergheiden in humider Klimalage. Sie ist ein Tiefwurzler (bis 1 m) und zehrt mit Hilfe von Wurzelpilzen (Mykorrhiza) von Rohhumus. Gegenüber Spätfrösten ist die Pflanze empfindlich; bei starken Frösten ohne schützende Schneedecke kann sie teilweise oder auch vollständig abfrieren. Der Wurzelstock bleibt davon in aller Regel verschont und treibt im Frühling wieder aus. Im Schneeschutz hingegen steigt die Heidelbeere bis in Höhen von 2350 m auf.
Industriellen Immissionen gegenüber zeigt sie sich wenig tolerant. Man vermutet, dass der Wurzelpilz der Pflanze insbesondere durch Schwefeldioxid geschädigt wird.
Die Heidelbeere ist in Mitteleuropa eine Piceetalia-Ordnungscharakterart, kommt aber auch in Gesellschaften der Verbände Quercion roboris, Genistion, Sphagnion oder des Unterverbands Luzulo-Fagenion vor.
Die ökologischen Zeigerwerte nach Landolt et al. 2010 sind in der Schweiz: Feuchtezahl F = 3w+ (mäßig feucht aber stark wechselnd), Lichtzahl L = 2 (schattig), Reaktionszahl R = 3 (stark sauer), Temperaturzahl T = 2+ (unter-subalpin und ober-montan), Nährstoffzahl N = 2 (nährstoffarm), Kontinentalitätszahl K = 3 (subozeanisch bis subkontinental).

## Ökologie

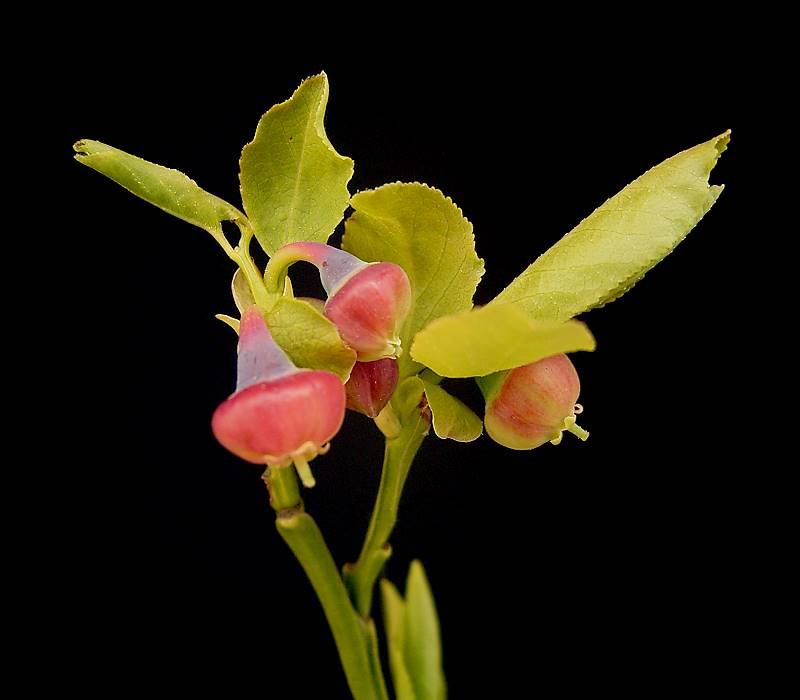
Blüten

Die grünen Triebe der Heidelbeere stellen im Winter für das Wild eine wichtige Futterquelle dar. Ihre Früchte schätzen besonders Tierarten, die an Baum- und Buschfrüchte weniger leicht gelangen können, so wie das Auerhuhn und der Fuchs. Für Weidetiere hat die Pflanze eine sehr geringe Bedeutung als Futterpflanze.
Die Raupen zahlreicher Falterarten nutzen die Heidelbeere als Futterpflanze, so z. B. die vom Aussterben bedrohte Weidenglucke, der gleichermaßen seltene Augsburger Bär, die gefährdete Rollflügel-Holzeule, der seltene Ebereschen-Blattspanner und die Urmottenart Micropterix aureatella.
Die Nacktbasidien-Arten Exobasidium arescens und Exobasidium myrtilli können die Heidelbeere befallen. Erstgenannte Art bildet kleine, blasse Blattflecken, die bald vertrocknen. Exobasidium myrtilli befällt die gesamte Pflanze (systemisch). Die Blätter sind dann meist vergrößert und können blassgrün oder auch leuchtend rot sein. Er kommt sowohl im Gebirge als auch im Küstenbereich vor.
Der häufige Pilz Valdensia heterodoxa bildet in seiner Nebenfruchtform braune Flecken auf den Blättern, er bildet große sternförmige Konidien aus. Die Heidelbeere wird zudem vom Rostpilz Naohidemyces vaccinii mit Uredien und Telien befallen.

## Wirtschaftliche Nutzung

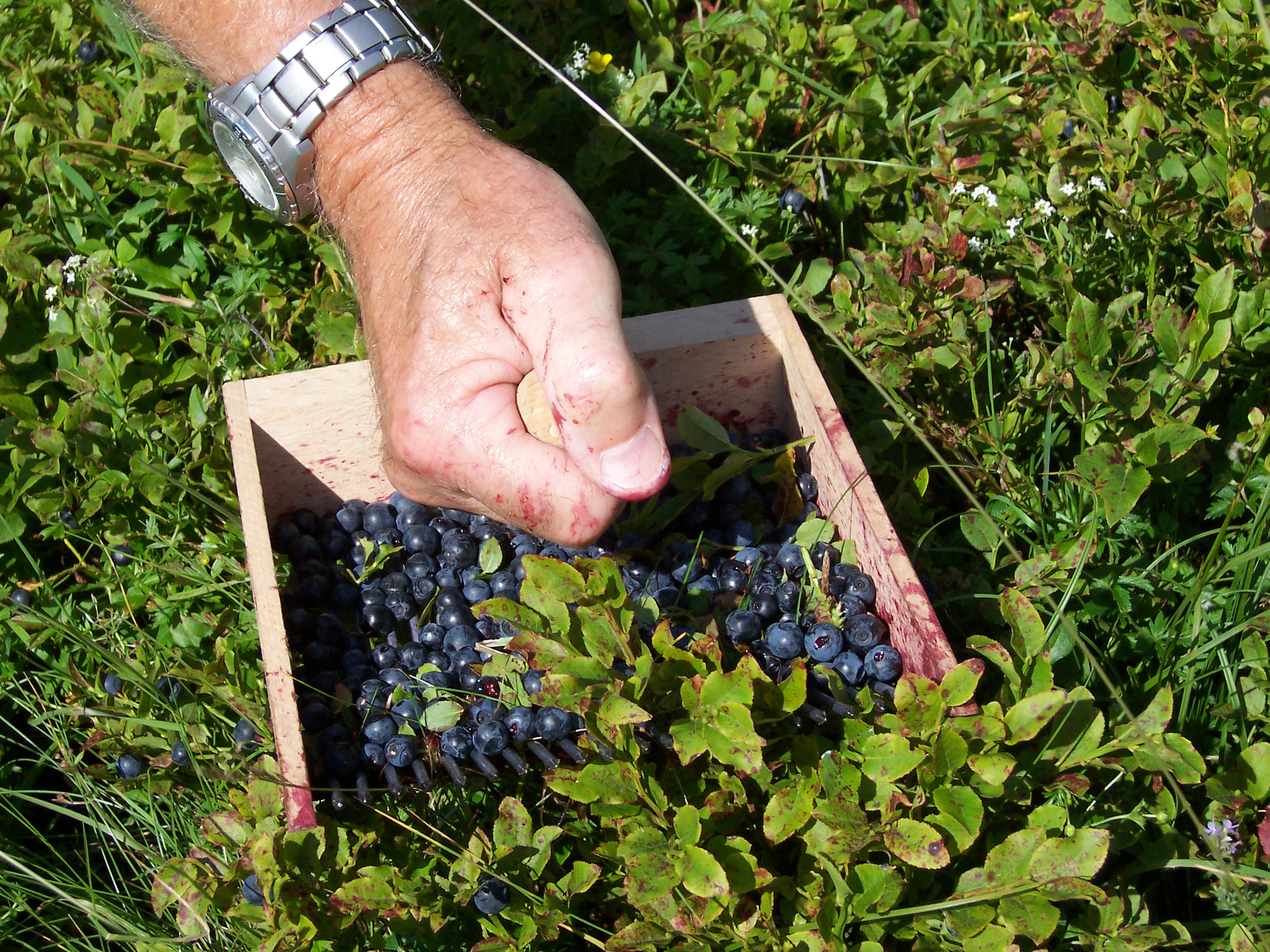
Heidelbeerernte mit einem Blaubeer- bzw. Heidelbeerkamm in der Region um den Monts du Cantal (Frankreich)

Heidelbeeren sind eine beliebte Beerensorte für die menschliche Ernährung. Sie lassen sich sowohl frisch verzehren als auch in der Küche verwerten. Anthocyane in der Heidelbeere sind für ihre antioxidativen und entzündungshemmenden Eigenschaften verantwortlich.
Vor dem Verzehr selbstgepflückter, ungewaschener Heidelbeeren wird wegen möglicher Anhaftung von Eiern des Fuchsbandwurms gewarnt. Wenn man dieses Risiko ausschließen will, sollte man die Beeren kochen. Geerntete Heidelbeeren halten sich nicht allzu lange.
Gerichte aus oder mit Heidelbeeren sind zum Beispiel Heidelbeerkompott, Heidelbeermarmelade, Heidelbeereis, Heidelbeerkuchen, Hefeklöße mit Heidelbeeren sowie Heidelbeerpfannkuchen. Auch in der Roten Grütze sind sie bisweilen zu finden.
Ein Werkzeug zur Ernte von Heidelbeeren ist der Blaubeer- oder Heidelbeerkamm, regional auch „Raffel“ genannt. Dabei handelt es sich um einen Kasten mit aufgesetztem Kamm. Man streicht mit der Raffel über die Heidelbeerbüsche; dabei fallen reife Beeren in den Kasten. Allerdings werden dabei nicht nur reife Früchte gepflückt, sondern auch unreife Früchte und Blätter. Ästchen können abgeknickt oder abgerissen werden.
Weltproduktion
2023 betrug die Welternte 1.220.666 Tonnen, wobei die entsprechenden Statistiken nicht nach genauer Artzugehörigkeit aufgeschlüsselt sind. 27 % der Welternte wurden in den Vereinigten Staaten gepflückt, mehr als in jedem anderen Land der Welt. In Europa wurden 16 % der Welternte gepflückt.

## Inhaltsstoffe
Die Blätter enthalten Katechine, Tannine, Chinasäure, Arbutin, Chlorogensäure, verschiedene Glykoside, die Früchte enthalten Anthocyane, Pektin, Ursolsäure, Chlorogensäure, Ascorbinsäure. Weitere Inhaltsstoffe sind in der Tabelle auf der rechten Seite aufgeführt.

## Nutzung als Heilpflanze
Als Heildroge dienen die getrockneten, reifen Früchte bzw. die frischen oder tiefgefrorenen Früchte. Weiterhin die getrockneten Blätter.
Hauptwirkstoffe: In den Früchten Catechingerbstoffe, dimere Proanthocyanidine, Anthocyanidine (wie z. B. Astragalin), Flavonoide, Caffeoylsäuren, Fruchtsäuren, Pektine, Invertzucker.
In den Blättern befinden sich außer Gerbstoffen Iridoide, Phenolcarbonsäuren, in geringer Menge Chinolizidinalkaloide, Arbutin und Hydrochinon höchstens in Spuren, sowie ein relativ hoher Gehalt an Chrom und Mangan. Über das früher angegebene „Glukokinin“ Neomyrtilin gibt es keine neueren Untersuchungen.
Anwendung:
Die getrockneten Beeren sind aufgrund des Gerbstoffgehalts und der Pektine ein beliebtes Volksheilmittel gegen Durchfall, ebenso der mit Rotwein angesetzte Heidelbeerwein. Frische Früchte in größeren Mengen genossen wirken dagegen abführend.
Der verdünnte Saft oder 10-prozentige Abkochungen können als Gurgelmittel bei leichten Entzündungen im Mund- und Rachenraum angewendet werden. Die isolierten Anthocyanidine haben eine kapillarabdichtende Wirkung bei krankhafter Kapillarbrüchigkeit, z. B. bei Diabetes, und sie werden in Fertigpräparaten gegen Netzhauterkrankungen und Störungen des Nacht- und Dämmerungssehens, zur Epithelregeneration bei Magen- und Darmgeschwüren, äußerlich zur Vernarbung von Wunden eingesetzt.
In der Volksmedizin gelten Heidelbeerblätter als blutzuckersenkend, ohne dass bisher eine antihyperglykämisch wirkende Substanz nachgewiesen werden konnte. Ob der Chromgehalt der Blätter möglicherweise für eine derartige Wirkung verantwortlich ist, bedarf noch weiterer Untersuchungen. Da bei längerem Gebrauch Vergiftungserscheinungen auftreten können und die Wirksamkeit nicht belegt ist, wird von der Anwendung von Zubereitungen aus Heidelbeerblättern abgeraten.
Heidelbeeren stärken das Immunsystem, wirken antibakteriell, antiviral und antimykotisch und fördern die Wundheilung. Die enthaltenen Anthocyane (rotvioletten Pflanzenfarbstoffe) wirken als Antioxidantien/Radikalfänger.

## Sonstiges
Nach dem römischen Schriftsteller Plinius der Ältere wurde der Farbstoff der Heidelbeere in Gallien zum Färben der Kleider von Sklaven verwendet.

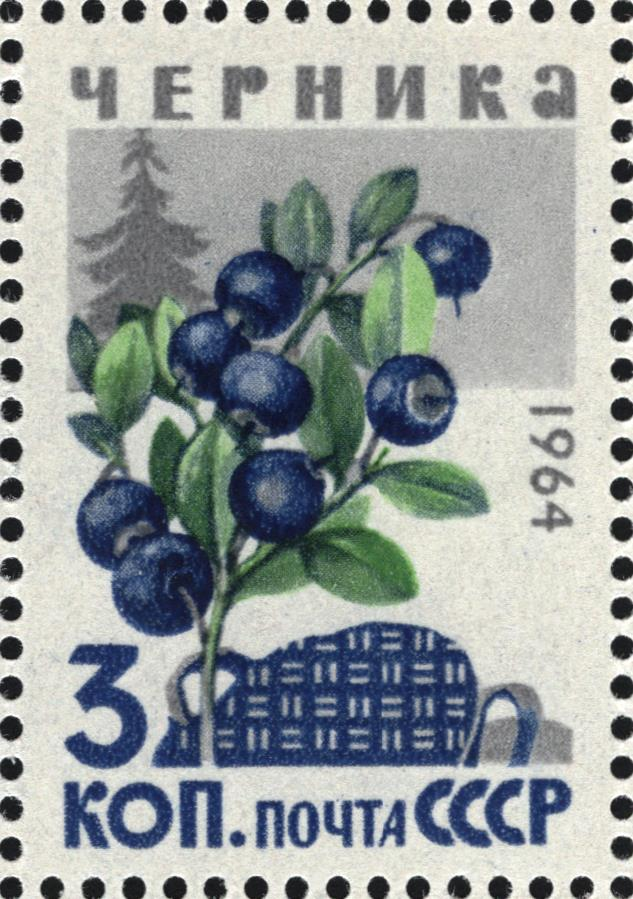

Eggesin in Mecklenburg-Vorpommern trägt den Beinamen „Blaubeerstadt“. Im Zentrum steht seit 2002 ein Denkmal zu Ehren der Blaubeere, und beim traditionellen Blaubeerfest Mitte Juli spielen Bilder, Textilien, Keramik, gedrechselte Motive sowie Marmeladen aus der Blaubeere eine große Rolle. Es wird auch jährlich eine Blaubeer-Königin gekürt.
Ob die Stadt Heidelberg ihren Namen der Heidelbeere verdankt, ist etymologisch zumindest umstritten. Denkbar wäre eine Klammerform aus Heidel[beer]berg, neben anderen Möglichkeiten der Namensentstehung.